# Tempedalen
Tempedalen (modern grekiska: Témbi) är det antika namnet på en klyfta i norra Thessalien i Grekland mellan berget Olympos i norr och berget Ossa i söder. De antika grekiska poeterna hyllade den som Apollons och musernas favorithemvist. Dalen är 10 kilometer lång och så smal som 25 meter på vissa platser, med klippor, som är nästan 500 meter höga. Genom dalen flyter floden Peneios på väg mot Egeiska havet. På Peneios högra strand stod en gång ett Apollotempel, alldeles intill den plats, där man samlade in lagrar åt segrarna i de pythiska spelen. För en tid var dalen också hemvist för Apollons och Cyrenes son Aristaios och det var här som han jagade Orfeus hustru Eurydike, som då blev biten av en orm och dog. På 1200-talet e.Kr. byggdes en kyrka i dalen, helgad åt S:t Aghia Paraskevi.
Tempepasset är strategiskt placerat i Grekland, eftersom det utgör huvudvägen från Larisa över bergen till kusten. På grund av detta har många slag utspelat sig här under historiens gång. Det går dock att ta sig fram en annan väg, via Sarantoporopasset, som emellertid tar längre tid. 480 f.Kr. försökte 10.000 atenare och spartaner här stoppa Xerxes I:s invasion, men perserna gick förbi dem, genom att gå genom Sarantoporo. Under det tredje makedoniska kriget 164 f.Kr. bröt romarna igenom Perseus av Makedonien försvar och besegrade honom sedan i slaget vid Pydna. Under Andriskos revolution 148 f.Kr. blev dalen platsen för ytterligare en konflikt. Ytterligare andra slag utkämpades här under de barbarräder, som utgjorde slutet på den romerska eran i Grekland, samt även under den bysantinska och osmanska tiden. Idag är Tempe för många greker ökänd för hur dålig vägen genom dalen är och de många olyckor, som inträffar där, såsom 2003, då en hel elfteklass med 21 studenter från byn Makrochori (prefekturen Imathia) omkom, när deras bil kolliderade med en timmerbil. 
Orterna Tempe i Arizona (nära Phoenix) i USA,  Tempe (förort till Sydney) i New South Wales i Australien, en lantgård i Sydafrika (där närliggande gårdar heter Olympos och Ossa), Tempe Terra, en region på Mars, samt Tempé, en fransk släkt i Alsace, är uppkallade efter denna dal.

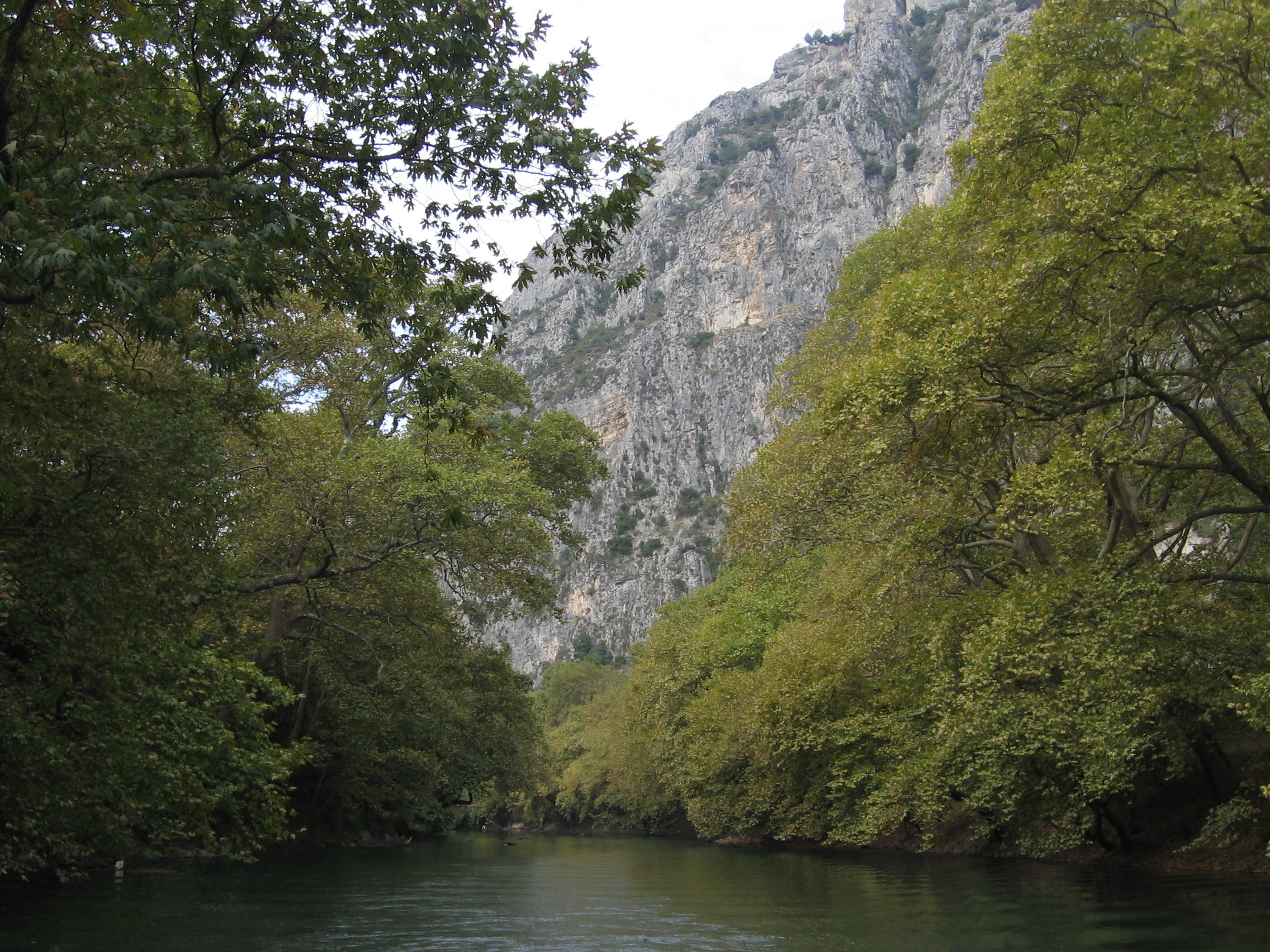
Klyftan sedd från floden
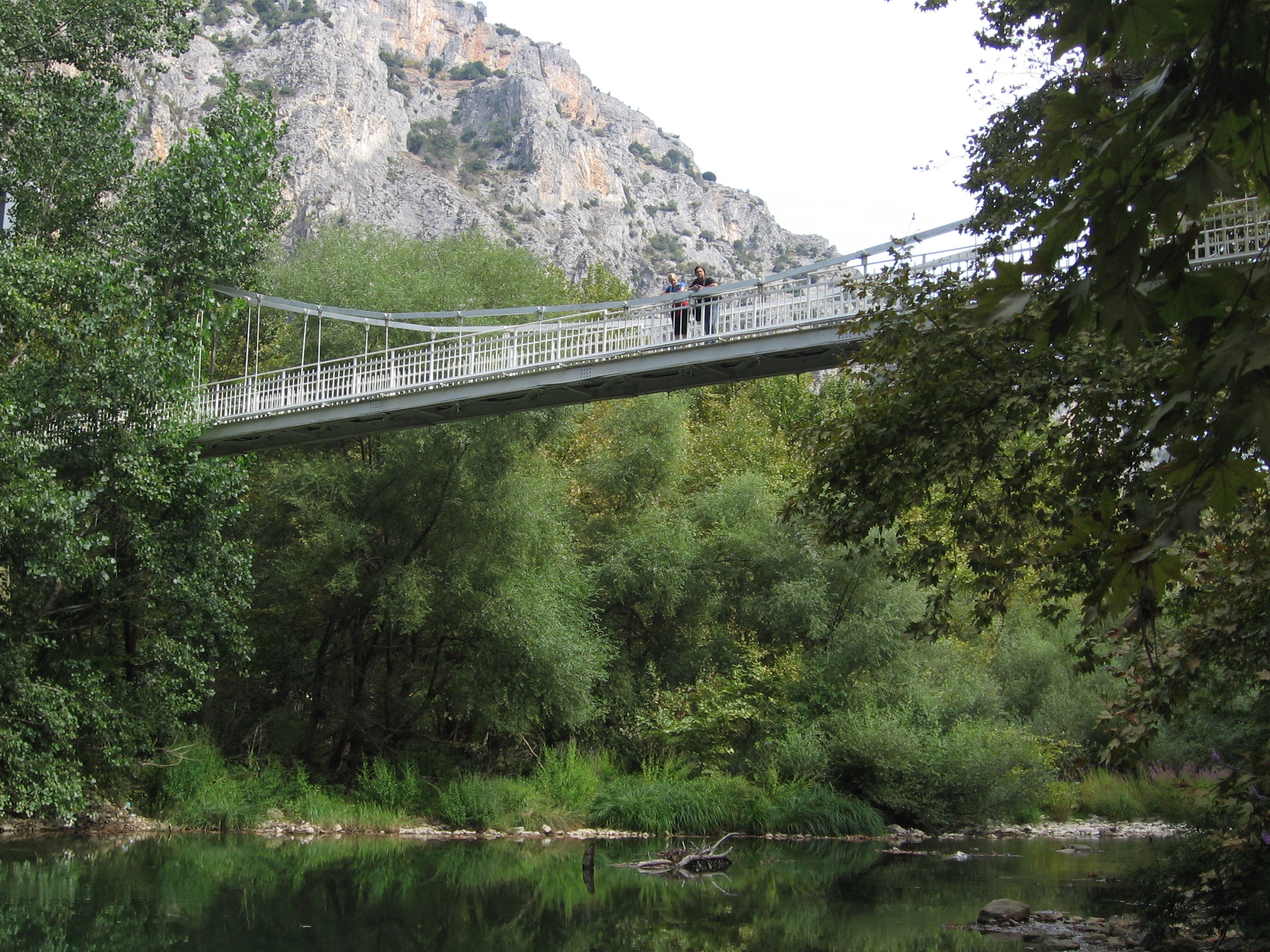
Hängbro till klostret
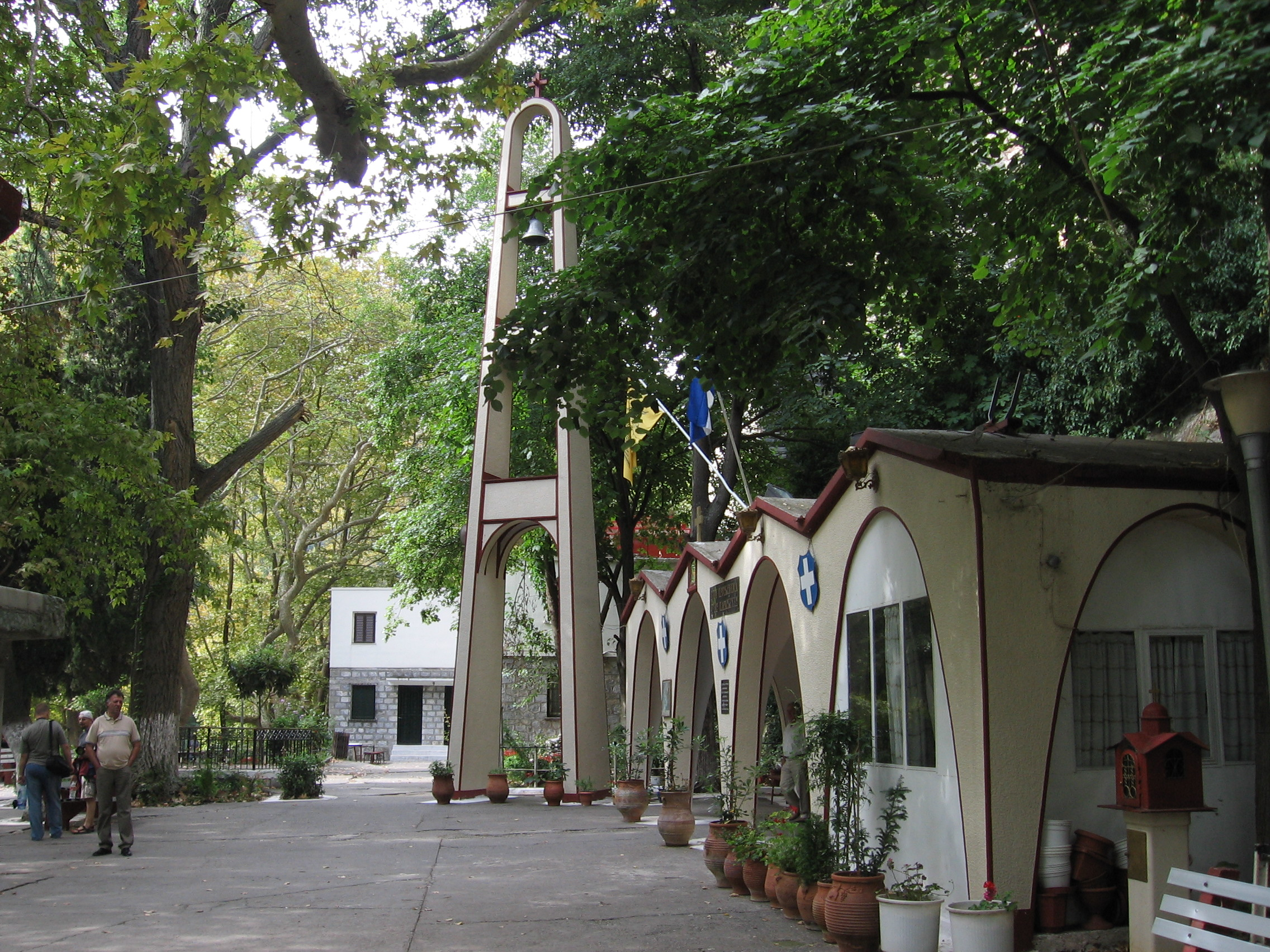
Agia Paraskevi-klostret